# Wohnungsmarkt

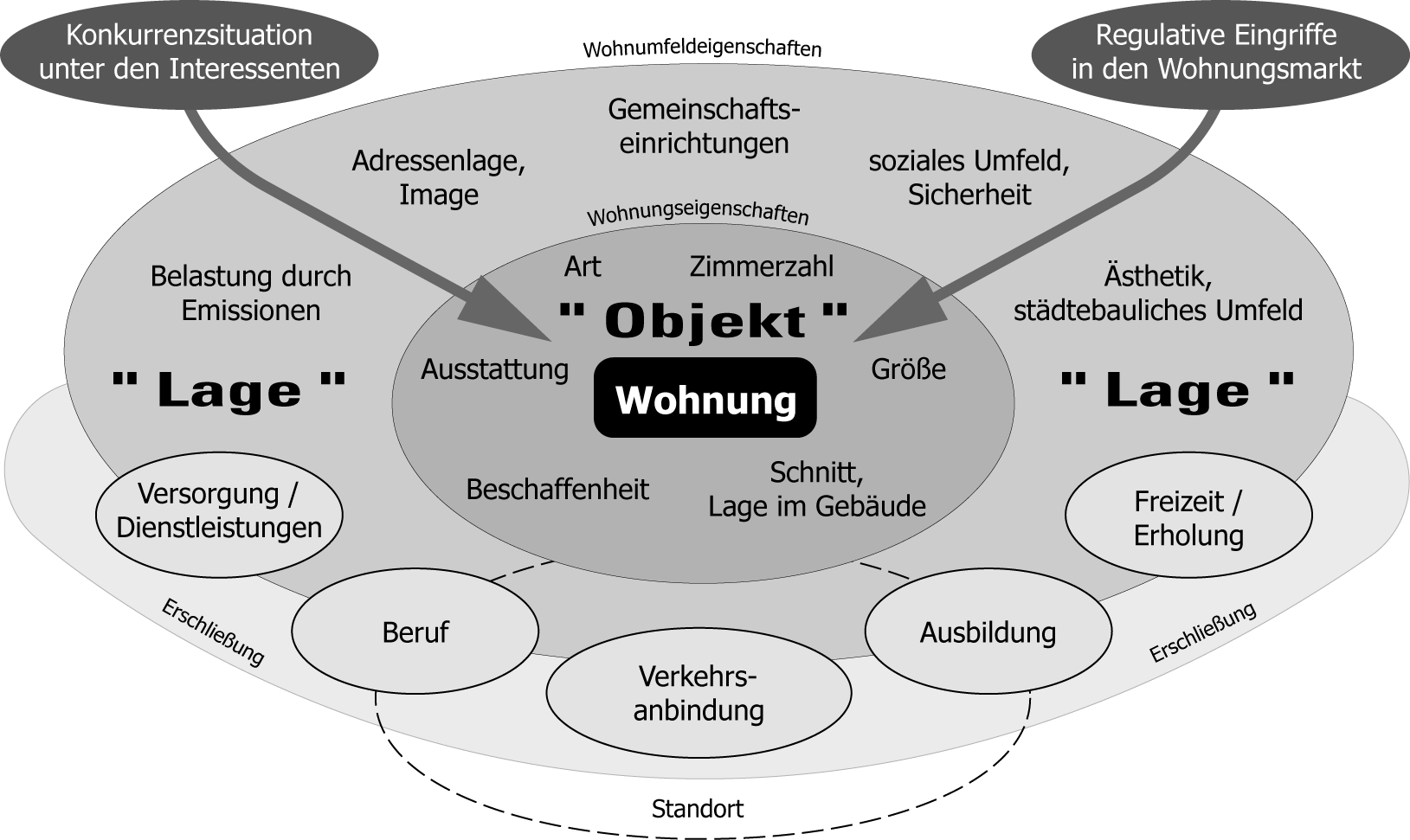
Faktoren der Mietpreisbildung

Der Wohnungsmarkt ist in der Immobilienwirtschaft ein Markt, auf dem sich Angebot und Nachfrage für das Gut Wohnung begegnen.
Er ist ein wichtiger Teilmarkt des Immobilienmarktes, auf dem Wohn- und Gewerbeimmobilien gehandelt werden. Immobilien weisen andere Eigenschaften auf als die (mobilen) Güter des Gütermarkts. Im Vergleich zu anderen Märkten weist der Wohnungsmarkt spezifische Eigenheiten auf, die vor allem auf folgende Aspekte zurückzuführen sind:
- Grund und Boden ist nur sehr begrenzt durch Landgewinnung und Melioration vermehrbar. Der Boden steht für verschiedene Nutzungen wie Land- und Forstwirtschaft, Verkehr, Wohnen, Handel oder Büroräume. Teilweise dient er dem Abbau von organischen und anorganischen Stoffen, so dass in bestimmten Situationen eine starke Konkurrenz zwischen den unterschiedlichen Nutzungen bestehen kann. Die Nutzbarmachung von Flächen für bestimmte Zwecke wird teilweise staatlich geregelt, zum Beispiel durch die Raumordnung.
- Grundeigentum ist ein unbewegliches, an einen Standort gebundenes Wirtschaftsobjekt, dessen Lage den Preis wesentlich mitbestimmt.
- Immobilien sind weitgehend heterogen, so dass Nachfrager einen Anlass bekommen, einen bestimmten Anbieter oder qualitativ höherwertige Güter (Luxuswohnungen) vorzuziehen und die Anbieter einen Anlass haben, bestimmte Nachfrager zu präferieren (Einkommensmillionäre). Qualitätsunterschiede und Präferenzen sind typisch für heterogene Güter wie Immobilien.
- Immobilien befriedigen eines der Grundbedürfnisse des Menschen, nämlich das Wohnen, und in gewissem Maß auch den Wunsch nach Sicherheit.
- Teile des Marktes (Vermietung) sind reguliert.
- Immobilien gehören in der Volkswirtschaftslehre zu den nicht handelbaren Gütern wegen zu hoher Transaktionskosten und/oder räumlicher Bindung.[2]

Diese Eigenheiten wirken sich auf die Marktstruktur des Wohnungsmarkts aus.
Zudem ist zu berücksichtigen, dass beim Gütermarkt vor allem in Zeiten wirtschaftlicher Prosperität die Angebotskonkurrenz in der Regel eine wesentlich größere Rolle spielt als die Nachfragekonkurrenz. Beim Wohnungsmarkt besitzt dagegen in prosperierenden Zeiten die Nachfragekonkurrenz eine hohe Bedeutung. Gütermärkte konzentrieren sich auf leicht auffindbare und bekannte Angebotsorte (z. B. Läden, Kaufhäuser). Beim Wohnungsmarkt herrscht eine sich ständig ändernde räumliche Angebotsstreuung vor, so dass die regionale Knappheit eine wichtige Rolle spielt. Schließlich sind die rechtlichen Rahmenbedingungen des Wohnungsmarktes ungleich komplizierter als diejenigen der Gütermärkte.

## Marktstruktur
Handelsobjekte sind Mietwohnungen und Eigentumswohnungen, Marktpreise sind die Wohnungsmiete, die vom Mieter an den Vermieter als Gegenleistung für die Überlassung von Wohnraum bezahlt werden muss, und der Kaufpreis, den der Käufer dem Verkäufer zu entrichten hat. Einflussgrößen des Marktpreises sind insbesondere Baujahr (Altbau, Neubau), Lage, Wohnfläche, Wohnqualität und regionale Knappheit. Die Preisbildung der Miete geschieht in vielen Staaten nicht durch Angebot und Nachfrage, sondern der Preismechanismus ist im Rahmen der Marktregulierung durch Mietpreisbindung und Mietendeckel weitgehend außer Kraft gesetzt. Die Markttransparenz ist gering, so dass Makler als Absatzmittler Angebot und Nachfrage zusammenbringen können.
Die Preisbildung ist für den Laien nur schwer durchschaubar, weil er weder die Qualität der Bausubstanz noch den Stand der Technik abschließend beurteilen kann. Das gilt für alle Wohnqualitäten, die zwischen den Extremen der Luxuswohnungen und Schrottimmobilien angesiedelt sind.

## Wohnungsmarktmodelle
Je nach fachwissenschaftlicher Perspektive und politischer Überzeugung werden unterschiedliche Modelle favorisiert, um die Mechanismen des Wohnungsmarktes zu beschreiben und zu erklären.

### Das Marktmodell der Mikroökonomie
Das einfachste allgemeine Marktmodell betrachtet aus mikroökonomischer Perspektive ein einzelnes Gut und das Zustandekommen seines Preises. In der Theorie ergibt sich ein Gleichgewichtspreis, der aus dem Verhältnis zwischen der angebotenen und nachgefragten Menge (kurz: zwischen Angebot und Nachfrage) entsteht:
- Steigt der Preis für eine Ware, so treibt dies sein Angebot dem Gesetz des Angebots zufolge nach oben (seine Nachfrage sinkt), bis der resultierende Angebotsüberhang wiederum eine Preissenkung herbeiführt.
- Fällt der Preis nun unter den angenommenen Gleichgewichtspreis, so geht das Angebot dem Gesetz der Nachfrage folgend zurück (die Nachfrage steigt); es ergibt sich ein Nachfrageüberhang, die den Preis wieder steigen lässt.

Beim Angebotsüberhang stellt sich im Hinblick auf die Verhandlungsmacht ein Käufermarkt ein, beim Nachfrageüberhang ein Verkäufermarkt.
Vollkommene Märkte kommen in den Industriestaaten in der Praxis fast nicht vor: Der beschriebene Marktmechanismus ist aus baulichen und räumlichen Gründen eingeschränkt. Daher greift der Staat durch „Subjektförderung“ wie das Wohngeld oder subventionierte Sozialwohnungen („Objektförderung“) oft ein. Auch die Wohnungsvermietung auf dem freien Markt unterliegt in den meisten Ländern einer starken Regulierung und vielfach Mietpreisbindungsregelungen.
Der Wohnungsmarkt ist in der Regel ein „Bestandsmarkt“. Der Neubau macht lediglich einen niedrigen Prozentsatz des Bestandes aus, da der jährliche Neuzugang – gemessen am Gesamtwohnungsbestand – kaum mehr als 2 % ausmacht. Damit ist eine Anpassung an geänderte Nachfragesituation schwierig. Diese „Trägheitseigenschaft“ unterscheidet den Wohnungsmarkt von den meisten andern Märkten, die auf Nachfrageänderungen schneller reagieren können (Faktormobilität). Diese Trägheit führt dazu, dass bei steigender Nachfrage das Angebot nur langsam angepasst werden kann: Die Preise steigen entsprechend schnell. In gleicher Weise führt eine sinkende Nachfrage zu stärker sinkenden Preisen als in weniger trägen Märkten.
Der Wohnungsmarkt ist mikroökonomisch sinnvollerweise in Teilmärkte aufzuteilen, etwa in den Markt für Mietwohnungen und den Markt für Wohnungseigentum. Während der Marktpreis bei ersteren die Miete darstellt, gilt bei letzteren der Marktwert als Preis.

### Das Filtering-Konzept
Der Anglizismus „Filtering“ (deutsch „Herausfiltern“) geht auf eine 1960 in den USA vorgestellte Theorie der Stadtökonomik zurück, wonach größere Wohnflächen, bessere Ausstattung, günstigere Zuschnitte und günstigere Lage auch zu unteren Einkommensschichten gelangen können. Das Filtering-Konzept befasst sich mit dem Problem der Heterogenität des Wohnungsmarktes, indem es Sickereffekte zwischen zunächst qualitativ unterschiedlichen Marktsegmenten voraussetzt (vgl. Abbildung). Ausgehend von einer Korrespondenz von personeller Einkommensverteilung und Verteilung der Wohnqualität (t1), werden folgende Annahmen getroffen:
- Die Qualität einer Wohnung entspricht der Phase innerhalb ihres Lebenszyklus’, d. h., sie nimmt mit der Zeit ab (t2).
- Der Mietpreis der Wohnung nimmt parallel zu ihrer Qualität ab.
- Fällt die Qualität einer Wohnung unter einen Mindeststandard, so wird die Immobilie abgerissen bzw. ersetzt (t3).
- Neuer Wohnraum entsteht allgemein im oberen Preissegment des Wohnungsmarktes bei maximaler Qualität.
- Die Bewohner verhalten sich ökonomisch rational und sind mobil.

Wenn die Einkommensverteilung als konstant angenommen wird, ergibt sich nun ein fortlaufendes Durchsickern (engl.: Filtering-Down) der Wohnungen, dem sich die Bewohner durch regelmäßiges Umziehen in neuere Wohnungen anpassen. Es ergeben sich charakteristische Umzugsketten. Als Erweiterung des Modells wird die Möglichkeit eingeführt, dass eine Wohnung modernisiert wird, was dann als Filtering-Up bezeichnet wird.
Das Filtering-Konzept beschreibt ein Fließgleichgewicht für einen heterogenen Markt und stellt damit eine Modifikation des mikroökonomischen Marktmodells dar. Trotz seiner Schwächen (u. a. die implizierte Annahme eines strukturellen Überangebotes) dient es immer wieder als Argumentation für eine staatliche Wohnungsbau-Förderungspolitik, die primär mittleren und höheren Einkommensgruppen zugutekommt (Eigenheimzulage). In Gebieten mit hoher Bevölkerungsdichte ist eher ein Nachfrageüberhang festzustellen.
Die Frage der Brauchbarkeit dieses Modells für die politische Praxis ist von erheblicher Bedeutung bei der Diskussion der Notwendigkeit der Mietpreisbindung. Andererseits stellen empirische Untersuchungen das Modell in Frage. Ipsen/Glasauer/Lasch stellten daher 1986 das folgende Gegenkonzept vor, das auf mehreren Studien beruht:

### Das Konzept des segmentierten Wohnungsmarktes
Empirische Untersuchungen zeigen, dass die Annahme einer Korrelation zwischen Wohnungsqualität und Miethöhe nicht generell aufrechterhalten werden kann. Es ergibt sich vielmehr eine U-förmige Häufigkeitsverteilung: Sowohl schlecht ausgestattete als auch gut ausgestattete Wohnungen weisen die höchste Miete pro Quadratmeter auf. Erklären lässt sich dieses Phänomen dadurch, dass der Wohnungsmarkt keine rein ökonomische Angelegenheit, sondern sozial überformt ist. Der Preis als Funktion der Konkurrenz im Spannungsfeld zwischen Angebot und Nachfrage kann sich nur in anonymen Situationen durchsetzen. Neben rein ökonomischen Faktoren tritt nun also das soziale Verhältnis zwischen Vermieter und Mieter. Der in diesem Zusammenhang interessante Parameter Wohndauer führt nun zur geographischen Unterscheidung von mobilen und immobilen Quartieren innerhalb der Stadt, die als „Räume unterschiedlicher Tauschregeln“  bezeichnet werden.
Eine solche Marktsegmentierung in jeweils relativ geschlossene Teilmärkte führt dazu, dass qualitativ bessere Quartiere geringere Mieten aufweisen können. Die untersten Einkommensschichten sind jedoch von diesen Teilmärkten ausgeschlossen. Dabei liegen die Barrieren zu einem großen Teil in nicht-ökonomischen Bereichen: Kommunikative Elemente wie Informationsflüsse, der Einfluss der social gatekeeper, situative Hintergründe des Umzuges etc. spielen eine oft vernachlässigte Rolle für städtische Segregation.
Allerdings überformen solche sozialen Faktoren nur herkömmliche ökonomische Voraussetzungen wie Einkommen und Berufsgruppe, die unbestritten die jeweilige Marktchance bestimmen. Jürgen Friedrichs unterscheidet die folgenden Wohnungsmarktsegmente:
- Sozialwohnungen,
- preiswerte freifinanzierte Wohnungen,
- „normale“ Mietwohnungen,
- Eigentumswohnungen,
- Eigenheime.

## Kritik der reinen Ökonomie: Wohnraum als sozialer Raum
Bereits Max Weber hat 1921 herausgestellt, dass der Markt als das Zentrum der modernen kapitalistischen Gesellschaft nicht nur ein ökonomischer, sondern zugleich ein Sozialraum ist (vgl. Urban Managerialism) und hier die „Lebensführungsart“ bestimmter sozialer Schichten zum Ausdruck kommt. Übertragen auf den Wohnungsmarkt bedeutet dies, dass nicht nur der Marktmechanismus von Angebot und Nachfrage wirksam ist, sondern sich ein sozialer Raum manifestiert, der eine Sozialstruktur mit sozialer Schichtung und Nachbarschaft umfasst. Das trifft insbesondere auf den Wohnungsmarkt zu. Noch deutlicher und konkreter zeigen sich Notwendigkeit und Ansatzpunkte politischer Intervention im Bereich der Wohnungsproduktion, wenn man diese unter sozialökonomischen Gesichtspunkten analysiert. Dabei spielen u. a. folgende Faktoren eine Rolle:
- Der rein betriebswirtschaftliche Entscheidungsprozess des Bauherrn,
- Wohnungen können abgerissen werden oder ihr Charakter kann sich ändern, z. B. durch Sanierung,
- die Altersstruktur zum Beispiel innerhalb einer Stadt verändert sich,
- Nebenkosten und Fahrtkosten zur Arbeitsstätte (Pendler) spielen bei Mietern eine Rolle.

Aus diesen Gründen stellt die Wohnungsproduktion auch ein zentrales Thema in der Wohnungspolitik dar.
Pierre Bourdieu verstand die Klassengesellschaft als sozialen Raum, in welchem spezifische Dispositionen des Denkens und Handelns bestimmter sozialer Schichten wirken.

## Wirtschaftliche Aspekte
Volkswirtschaftlich ist die Miete ein Preis auf dem Wohnungsmarkt. Die Mietpreisbindung oder der Mietendeckel sind deshalb unter wirtschaftswissenschaftlichen Gesichtspunkten eine Preisgrenze, und zwar konkret ein gesetzlicher Höchstpreis für Mieten, der nicht überschritten werden darf. Dadurch wird der Preismechanismus auf dem Wohnungsmarkt außer Kraft gesetzt, und Angebot und Nachfrage unterliegen nicht mehr der freien Preisbildung. Das hat erhebliche Folgen. Fällt nämlich die Mietobergrenze niedriger aus als die marktübliche Miete, die sich durch Angebot und Nachfrage auf dem Wohnungsmarkt ergeben würde, sinkt das Wohnraumangebot, und gleichzeitig steigt die Wohnrumnachfrage. Es entsteht ein Nachfrageüberhang, der zu Mauschelei, Korruption und Willkür bei der Allokation von knapp gewordenen Wohnungen führt. Der Wohnraummangel wird durch die Mietpreisbindung nicht beseitigt, sondern sogar verschärft. Die Investoren neigen dazu, keine weiteren Neubauten für Wohnungen zu errichten, weil die erzielbare Mietrendite durch den Höchstpreis begrenzt wird. Aus dem gleichen Grund wird auch weniger in Instandhaltung und Wartung von Wohngebäuden investiert. Mietpreisbindung senkt das Preisrisiko für Mieter und erhöht es für Vermieter, weil letztere ihre Mieten nicht mehr an die Inflation anpassen können (außer bei der Indexmiete). 
Wichtige betriebswirtschaftliche Kennzahl ist die Mietbelastungsquote, die das Verhältnis der Wohnungsmiete zum Jahreseinkommen eines Privathaushalts wiedergibt. Überschreitet diese 30 % des Nettoeinkommens, muss ein Privathaushalt den Konsum und/oder das Sparen stark einschränken. Bei Eigentumswohnungen spielt im Rahmen der Immobilienfinanzierung der Schuldendienstdeckungsgrad eine Rolle, der aussagt, ob der aus einer Baufinanzierung resultierende Schuldendienst vertretbar ist oder nicht.
Auf dem Wohnungsmarkt entscheidet sich, wer wo und wie wohnt. Daher steht dieser Markt von jeher nicht nur allein im Blickpunkt der Mikroökonomie, sondern auch Stadtsoziologen und Geographen befassen sich mit der resultierenden sozialräumlichen Struktur. Aufgabe der Wohnungspolitik ist es, durch geeignetes Eingreifen in den Wohnungsmarkt zum Beispiel sozialen Spannungen vorzubeugen.